# Malibuggy
Malibuggy war eine brasilianische Automarke.

## Markengeschichte
Ein Unternehmen aus Natal stellte in der ersten Hälfte der 1990er Jahre in Handarbeit Automobile her. Der Markenname lautete Malibuggy.

## Fahrzeuge
Im Angebot standen drei verschiedene VW-Buggies. Die offene Karosserie aus Fiberglas hatte keine Türen. Hinter den Vordersitzen war eine Überrollvorrichtung. Die verschiedenen Serien unterschieden sich unter anderem durch abweichende eckige Scheinwerfer, die in die Fahrzeugfront integriert waren. Auffallend waren kräftige Stoßstangen.